# Conseil de défense de la Ligue arabe

Carte des États de la Ligue arabe.

Le conseil de défense de la Ligue arabe est une institution de la Ligue arabe établie sous les termes du Traité de Défense commune et de coopération économique entre les États de la ligue arabe (Joint Defence and Economic Co-operation Treaty) en 1950.

## Forces militaires participantes
- Forces armées mauritaniennes
- Forces armées royales marocaines
- Armée nationale populaire algérienne
- Forces armées tunisiennes
- Armée nationale libyenne
- Forces armées égyptiennes
- Forces armées soudanaises
- Forces armées jordaniennes
- Forces armées libanaises
- Forces armées syriennes
- Forces armées irakiennes
- Forces armées saoudiennes
- Forces armées yéménites
- Forces armées d'Oman
- Forces armées des Émirats arabes unis
- Forces armées qataries
- Forces armées bahreïnies
- Forces armées koweïtiennes
- Forces armées somaliennes
- Forces armées de Djibouti
- Armée comorienne